# تمناوره
تمناوره شهری در شهرستان سیگله در استان بولکیمده در بورکینافاسوی غربی مرکزی است جمعیت آن ۵۰۰۶ نفر است.